# Megalodontida
Ordre
Les Megalodontida sont un ordre fossile de mollusques bivalves marins et d'eau douce dans l'infra-classe des Pteriomorphia.

## Fossiles
Cet ordre fossile des Megalodontida a 384 collections référencées de fossiles. Ces collections de fossiles sont du Katien de l'Ordovicien supérieur au Maastrichtien, c'est-à-dire datent de 452,8 à 66 Ma avant notre ère.

## Liste des super-familles et familles
Selon World Register of Marine Species (22 mai 2025) :
- † super-famille des Mecynodontoidea Haffer, 1959
  - † famille des Beichuaniidae X.-Z. Liu & D.-Y. Gu, 1988
  - † famille des Congeriomorphidae Saul, 1976
  - † famille des Mecynodontidae Haffer, 1959
  - † famille des Plethocardiidae Scarlato & Starobogatov, 1979
  - † famille des Prosocoelidae Karczewski, 1992
- † super-famille des Megalodontoidea J. Morris & Lycett, 1853
  - † famille des Ceratomyopsidae L. R. Cox, 1964
  - † famille des Dicerocardiidae Kutassy, 1934
  - † famille des Megalodontidae J. Morris & Lycett, 1853
  - † famille des Pachyrismatidae Scarlato & Starobogatov, 1979
  - † famille des Wallowaconchidae Yancey & Stanley, 1999

## Classification
L'ordre des Megalodontida a été créé en 1992 par le paléontologue russe Yaroslav Igorevich Starobogatov (d) (1932-2004),.